# Anisodactylus laetus
Anisodactylus laetus är en skalbaggsart som beskrevs av Pierre François Marie Auguste Dejean. Anisodactylus laetus ingår i släktet Anisodactylus och familjen jordlöpare. Inga underarter finns listade i Catalogue of Life.